# Gobio insuyanus
Gobio insuyanus är en fiskart som beskrevs av Ladiges, 1960. Gobio insuyanus ingår i släktet Gobio och familjen karpfiskar. Inga underarter finns listade i Catalogue of Life.